# Fresenius Medical Care
 (juillet 2008).
Si vous disposez d'ouvrages ou d'articles de référence ou si vous connaissez des sites web de qualité traitant du thème abordé ici, merci de compléter l'article en donnant les références utiles à sa vérifiabilité et en les liant à la section « Notes et références ».
Fresenius Medical Care (FMC) est une entreprise allemande spécialisée les dialyses et les thérapies extracorporelles.
Au 30-11-23, elle est possédée à 32.17 % par Fresenius, ce qui en fait l'actionnaire principal.

## Histoire
En 1996, création de FMC , par la fusion de la branche dialyse de Fresenius SE avec l'entreprise américaine de dialyse National Medical Care (NMC).
En 2005, Fresenius Medical Care est devenu le spécialiste mondial d'équipements et de traitements de dialyse.
En août 2017, Fresenius Medical Care annonce l'acquisition de NxStage, une entreprise américaine de 3 400 employés, spécialisée dans les dialyses à domicile, pour 2 milliards de dollars.
En mai 2018, Fresenius Medical Care annonce la vente de sa participation majoritaire dans U.S. Sound Inpatient, spécialisée dans les soins d'urgence, pour 2,15 milliards de dollars.
Le 14 juillet 2023, lors d'une assemblée générale extraordinaire, Fresenius Medical Care change son statut, passant de KGaA (Kommanditgesellschaft auf Aktien) en AG (Aktiengesellschaft)

## Activités

### Gamme perfusion
La gamme perfusion comprend des solutions intraveineuses, des solutions de remplissage vasculaire, des produits d’anesthésie et des dispositifs médicaux.
Les produits de la gamme perfusion sont utilisés essentiellement dans les services de chirurgie, de réanimation, de médecine et d’urgence.

### Gamme dispositifs médicaux
Cette gamme complète, constituée des dispositifs médicaux(Perfuseurs/Transfuseurs/Robinets 3 voies), permet désormais d’apporter à l’ensemble des professionnels de santé des matériels de haute technologie.

### Gamme nutrition
Fresenius Kabi propose des solutions de nutrition parentérale et entérale. La nutrition parentérale est administrée par voie veineuse centrale ou périphérique ; la nutrition entérale est administrée par sonde nasale ou par voie orale.

### Technologie de perfusion
Fresenius Kabi propose des produits technologiquement avancés de perfusion et de contrôle de la perfusion. Ces produits sont utilisés dans les services de soins intensifs ou au bloc opératoire.
Fresenius Kabi est une des rares sociétés européennes spécialisée dans son domaine et qui continue à renforcer sa position à travers des produits nouveaux et innovants intégrant des interfaces de communication électroniques avec des systèmes de data management orientés patient.

### Matériel de transfusion
Le matériel de transfusion est normalement utilisé pour la transfusion de sang pendant un acte chirurgical. Fresenius Kabi propose un système complet de circulation extracardiaque et une gamme complète de services et méthodes pour obtenir des produits sanguins de qualité. Les produits sanguins sont composés des globules rouges, plaquettes et plasma provenant du patient lui-même ou d'un donneur.